# Мухаметханов, Жансултан Маратулы
Жансултан Маратулы Мухаметханов (каз. Жансұлтан Маратұлы Мұхаметханов; род. 22 октября 2005, Семипалатинск, Восточно-Казахстанская область) — казахстанский футболист, полузащитник клуба «Жетысу».

## Клубная карьера
Футбольную карьеру начинал в 2022 году в составе клуба «Жас Кыран» во второй лиге. 30 июля 2022 года в матче против клуба «Жас Сункар» (4:1) дебютировал во второй лиге Казахстана, выйдя на замену на 87-й минуте вместо Азамата Калымбетова. 7 апреля 2023 года в матче против клуба «Туркестан» (2:3) дебютировал в первой лиге Казахстана, выйдя на замену на 61-й минуте вместо Данияра Ерлана.
В начале 2025 года подписал контракт с клубом «Жетысу». 25 мая 2025 года в матче против клуба «Актобе» дебютировал в казахстанской Премьер-лиге (2:1), выйдя на замену на 71-й минуте вместо Аслана Ахмедова.

## Карьера в сборной
16 июня 2023 года дебютировал за сборную Казахстана до 19 лет в матче против сборной Молдовы до 19 лет (3:2)

## Статистика
| Клуб             | Сезон            | Лига | Лига | Кубки | Кубки | Еврокубки | Еврокубки | Итого | Итого |
| Клуб             | Сезон            | Игры | Голы | Игры  | Голы  | Игры      | Голы      | Игры  | Голы  |
| ---------------- | ---------------- | ---- | ---- | ----- | ----- | --------- | --------- | ----- | ----- |
| Жас Кыран        | 2022             | 8    | 0    | —     | —     | —         | —         | 9     | 0     |
| Жас Кыран        | 2023             | 22   | 1    | 0     | 0     | —         | —         | 22    | 1     |
| Жас Кыран        | 2024             | 11   | 2    | —     | —     | —         | —         | 11    | 2     |
| Жас Кыран        | Итого            | 41   | 3    | 0     | 0     | —         | —         | 41    | 3     |
| Жетысу           | 2025             | 1    | 0    | 1     | 0     | —         | —         | 2     | 0     |
| Жетысу           | Итого            | 1    | 0    | 1     | 0     | —         | —         | 2     | 0     |
| → Жетысу М       | 2025             | 2    | 0    | —     | —     | —         | —         | 2     | 0     |
| → Жетысу М       | Итого            | 2    | 0    | —     | —     | —         | —         | 2     | 0     |
| Всего за карьеру | Всего за карьеру | 44   | 3    | 1     | 0     | —         | —         | 45    | 3     |